# 馬尼斯蒂縣 (密西根州)
馬尼斯蒂縣（英語：Manistee County）是美國密歇根州西部的一個縣，西臨密歇根湖。面積3,317平方公里。根據美國2010年人口普查估計，共有人口24,733人。縣治馬尼斯蒂。
成立[1840年4月1日。縣名來自馬尼斯蒂河（來自奧吉比瓦語ministigweyaa一詞，意思是「河口有島嶼」）。